# 宮町 (さいたま市岩槻区)
宮町（みやちょう）は、埼玉県さいたま市岩槻区の町丁。現行行政地名は宮町一丁目および宮町二丁目。住居表示実施地区。郵便番号は339-0065。

## 地理
南辻・東岩槻・南平野・本丸・愛宕町・本町・日の出町・太田と隣接する。

### 地価
住宅地の地価は、2014年（平成26年）1月1日時点の公示地価によれば、宮町一丁目9-4の地点で8万8500円/m2となっている。

## 歴史
- 1965年（昭和40年）12月1日：住居表示実施により、岩槻市大字岩槻および大字太田の各一部から宮町一丁目・二丁目が成立[5][6]。
- 1988年（昭和63年）10月3日：住居表示実施により、大字太田の一部が宮町二丁目に編入される。
- 2005年（平成17年）4月1日：岩槻市がさいたま市に編入合併され、同市岩槻区の町丁となる。

## 世帯数と人口
2017年（平成29年）10月1日時点の世帯数と人口は、以下のとおりである。
| 丁目       | 世帯数    | 人口    |
| ---------- | --------- | ------- |
| 宮町一丁目 | 492世帯   | 901人   |
| 宮町二丁目 | 1,091世帯 | 2,522人 |
| 計         | 1,583世帯 | 3,423人 |

## 小・中学校の学区
市立小・中学校に通う場合、学区（校区）は以下のとおりとなる。
| 丁目       | 区域             | 小学校                 | 中学校                 |
| ---------- | ---------------- | ---------------------- | ---------------------- |
| 宮町一丁目 | 5番1号 - 9番     | さいたま市立城北小学校 | さいたま市立城北中学校 |
| 宮町一丁目 | その他           | さいたま市立岩槻小学校 | さいたま市立城北中学校 |
| 宮町二丁目 | 1番1号 - 2番 8番 | さいたま市立岩槻小学校 | さいたま市立城北中学校 |
| 宮町二丁目 | その他           | さいたま市立城北小学校 | さいたま市立城北中学校 |

## 交通

### 鉄道
宮町一丁目および宮町二丁目の各南東縁を東武野田線（東武アーバンパークライン）が通るが、地内に駅はない。最寄り駅は地点によって異なり、東武野田線（東武アーバンパークライン）の岩槻駅、または同東岩槻駅である。なお、宮町一丁目に当たる場所には、かつて武州鉄道の岩槻北口駅があった。

### 道路
- 埼玉県道65号さいたま幸手線（日光御成街道）

## 施設
- 久伊豆神社
- 市営宮町住宅[5]
- さいたま市消防団岩槻第二分団
- 三町公民館
- 東宮町自治会集会所
- 岩槻保育園
- はくつる幼稚園
- 宮町児童公園
- 大同新宮町公園